# Plectrocerum
Plectrocerum is een kevergeslacht uit de familie van de boktorren (Cerambycidae). De wetenschappelijke naam van het geslacht werd voor het eerst geldig gepubliceerd in 1835 door Dejean.

## Soorten
Plectrocerum omvat de volgende soorten:
- Plectrocerum cribratum Sallé, 1856
- Plectrocerum spinicorne (Olivier, 1795)